# 30 Korpus Strzelecki (ZSRR)
30 Korpus Strzelecki (ros. 30-й стрелковый корпус)  – wyższy związek taktyczny Armii Czerwonej z okresu II wojny światowej.

## Formowania i walki
30 Korpus Strzelecki (30 KS) sformowany był trzy razy. Pierwszy raz w 1941 roku. Od 22 czerwca 1941 roku prowadził walki obronne, związane z atakiem III Rzeszy na Związek Radziecki. Następne dwa formowania 30 Korpusu Strzeleckiego miały miejsce w 1943.
Na ziemiach polskich 30 KS uczestniczył jedynie w walkach w górzystym rejonie Bieszczad. Wchodził wówczas razem z 11 KS i 107 KS w skład 1 Gwardyjskiej Armii dowodzonej przez gen. płk. Andrieja Greczkę.  W czasie tychże walk, 14 września 1944 zostało uwolnione spod okupacji niemieckiej miasteczko Lesko. Do zdobycia miasta przyczynili się głównie żołnierze z 276 Dywizji Piechoty dowodzonej przez gen. mjra Piotra Bieżki ze składu tegoż 30 KS. 

## Dowódcy korpusu
- gen. mjr Paweł Firsow (24.03.1943 - 24.04.1943)
- gen. mjr Grigorij Łaźko[3] (25.06.1943 - 09.05.1945)[1].